# Савранский, Илья Лазаревич
Илья Лазаревич Савранский (? — ?) — советский юрист, прокурор Черниговской области.

## Биография
В 1926 работал прокурором Коростенского округа. С 1929 до 1930 был прокурором Бердичевского округа. С 1937 до 1939 являлся прокурором Черниговской области, при этом с 24 сентября 1937 утверждён членом тройки НКВД.